# The Soul Cages
The Soul Cages é o terceiro álbum de estúdio de Sting focado na morte de seu pai, lançado em 1991.
Sting disse em entrevistas que ele desenvolveu writer's block pouco depois que seu pai morreu. O episódiou perdurou por alguns anos, durante os quais ele não conseguiu escrever nenhuma canção. A única maneira que ele encontrou para superar a aflição foi enfrentar a morte do pai através da música. A primeira música escrita para o álbum foi "Why Should I Cry for You?", e Sting relatou que o resto do álbum fluiu facilmente após esta primeira canção. Muitas das letras falam sobre navegação ou o mar, pois o pai de Sting queria ter sido marinheiro (de acordo com a autobiografia de Sting, Broken Music). Também há referências a Newcastle, a região da Inglaterra onde Sting cresceu.
Embora um álbum relativamente desconhecido de fãs casuais — com uma falta de popularidade similar a "Mercury Falling" de 1996 — o álbum deu origem a quatro singles: "All This Time", "Why Should I Cry for You?", "Mad About You" e "The Soul Cages". Esta última venceu o Grammy Award de 1992 em "Melhor Canção de Rock".

## Faixas
Todas as canções compostas por Sting.
| N.º | Título                              | Duração |  |
| 1.  | "Island of Souls"                   | 6:41    |  |
| 2.  | "All This Time"                     | 4:54    |  |
| 3.  | "Mad About You"                     | 3:53    |  |
| 4.  | "Jeremiah Blues (Part 1)"           | 4:46    |  |
| 5.  | "Why Should I Cry for You"          | 4:54    |  |
| 6.  | "Saint Agnes and the Burning Train" | 2:43    |  |
| 7.  | "The Wild Wild Sea"                 | 6:41    |  |
| 8.  | "The Soul Cages"                    | 5:52    |  |
| 9.  | "When the Angels Fall"              | 7:48    |  |